# Suther Ness

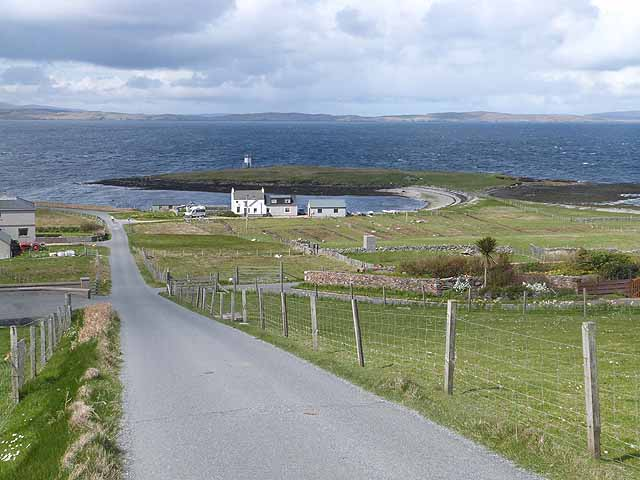
Blick von Südosten auf Suther Ness

Suther Ness ist eine unbewohnte Halbinsel mit einem kleinen Leuchtturm im Nordwesten der zu den schottischen Shetlands zählenden Insel Whalsay. Seeseitig ragt sie in den nördlichen Teil des Linga Sound, der Whalsay von der Insel West Linga trennt. Mit Whalsay ist sie durch einen Tombolo verbunden, daran angrenzend erstreckt sich die Ortschaft Brough. Die südwestliche Begrenzung bildet die Bucht South Voe of Brough. Nordöstlich liegt mit Kirk Ness eine weitere Halbinsel, beide werden durch die Bucht Houb getrennt. Ness steht als Namensbezeichnung in Schottland für ein in ein Gewässer ragendes Stück Land, beispielsweise eine Landzunge.
Auf Suther Ness finden sich Siedlungsreste, die als neolithisch oder bronzezeitlich angesehen wurden, nach jüngeren Erkenntnissen aber eher dem Mittelalter zuzurechnen sind. Sie sind, ebenso wie ein nahegelegenes Grab aus der Wikingerzeit als Scheduled Monument ausgewiesen und stehen somit unter Denkmalschutz.